# Canton du Périgord central
Le canton du Périgord central est une division administrative française tenant lieu de circonscription électorale, située dans le département de la Dordogne, en région Nouvelle-Aquitaine.

## Histoire
Le canton du Périgord central est une création issue de la réforme de 2014 définie par le décret du 21 février 2014. Il entre en vigueur à l'occasion des élections départementales de mars 2015.

## Géographie
Ce canton est organisé autour de Sainte-Alvère, Villamblard et Vergt, dans les arrondissements de Bergerac et de Périgueux. Son altitude varie de 41 m (Trémolat à 266 m (Lacropte).

## Représentation
| Période élective | Période élective | Mandat | Mandat   | Identité             | Nuance | Nuance | Qualité |
| ---------------- | ---------------- | ------ | -------- | -------------------- | ------ | ------ | --- |
| 2015             | 2021             | 2015   | 2021     | Thierry Nardou       |        | PS     | Maire d'Église-Neuve-de-Vergt depuis 2008 Président de la CC du Pays vernois et du terroir de la truffe depuis 2014                                             |
| 2015             | 2021             | 2015   | 2021     | Marie-Rose Veyssière |        | PS     | Maire de Saint-Jean-d'Estissac depuis 2001 Présidente de la CC du Pays de Villamblard (2008-2016) Présidente de la CC Isle et Crempse en Périgord (depuis 2017) |
| 2021             | 2028             | 2021   | en cours | Claudine Faure       |        | DVC    | Fraisicultrice retraitée, maire de Lacropte |
| 2021             | 2028             | 2021   | en cours | Alain Ollivier       |        | DVC    | Chef d'atelier, maire d'Eyraud-Crempse-Maurens |

### Résultats détaillés

#### Élections de mars 2015
À l'issue du premier tour des élections départementales de 2015, trois binômes sont en ballottage : Thierry Nardou et Marie-Rose Veyssière (PS, 34,22 %), Carolle Guy et Jean Le Cocguic (DVD, 26,47 %) et Wilfried Jaudet et Josiane Poulain (FN, 21,58 %). Le taux de participation est de 63,34 % (6 899 votants sur 10 892 inscrits) contre 60,04 % au niveau départemental et 50,17 % au niveau national.
Au second tour, Thierry Nardou et Marie-Rose Veyssière (PS) sont élus avec 47,51 % des suffrages exprimés et un taux de participation de 65,69 % (3 237 voix pour 7 152 votants et 10 888 inscrits).

#### Élections de juin 2021
Le premier tour des élections départementales de 2021 est marqué par un très faible taux de participation (33,26 % au niveau national). Dans le canton du Périgord central, ce taux de participation est de 46,56 % (5 142 votants sur 11 044 inscrits) contre 40,86 % au niveau départemental. À l'issue de ce premier tour, deux binômes sont en ballottage : Claudine Faure et Alain Ollivier (Divers, 38,92 %) et Bénédicte Boisvert-Fournaud et Thierry Nardou (PS, 35,74 %).
Le second tour des élections est marqué une nouvelle fois par une abstention massive équivalente au premier tour. Les taux de participation sont de 34,3 % au niveau national, 41,41 % dans le département et 48,57 % dans le canton du Périgord central. Claudine Faure et Alain Ollivier (Divers) sont élus avec 52,83 % des suffrages exprimés (2 614 voix pour 5 364 votants et 11 043 inscrits),,.

## Composition
Lors de sa création, le canton du Périgord central se composait de trente-huit communes. Par rapport aux anciens cantons, il associe vingt-deux communes de l'arrondissement de Bergerac (les dix-sept communes du canton de Villamblard plus cinq du canton de Sainte-Alvère) et seize communes de l'arrondissement de Périgueux (celles du canton de Vergt). Le bureau centralisateur est celui de Vergt.
À la suite de la fusion des communes de Sainte-Alvère et Saint-Laurent-des-Bâtons au 1er janvier 2016 pour former la commune nouvelle de Sainte-Alvère-Saint-Laurent Les Bâtons, il est constitué de trente-sept communes.
Au 1er janvier 2017, Breuilh fusionne dans la commune nouvelle de Sanilhac, et Cendrieux et Sainte-Alvère-Saint-Laurent Les Bâtons fusionnent dans la commune nouvelle de Val de Louyre et Caudeau  ; le nombre de communes entières baisse à trente-cinq mais la commune déléguée de Breuilh reste attachée au canton.
Au 1er janvier 2019, quatre communes fusionnent pour former la commune nouvelle d'Eyraud-Crempse-Maurens. Le nombre de communes entières du canton baisse à trente-deux.
| Nom                           | Code Insee | Intercommunalité                  | Superficie (km2) | Population (dernière pop. légale)            | Densité (hab./km2) | Modifier                                    |
| ----------------------------- | ---------- | --------------------------------- | ---------------- | -------------------------------------------- | ------------------ | ------------------------------------------- |
| Vergt (bureau centralisateur) | 24571      | CA Le Grand Périgueux             | 32,52            | 1 750 (2022)                                 | 54                 | modifier les données · modifier les données |
| Beauregard-et-Bassac          | 24031      | CC Isle et Crempse en Périgord    | 12,02            | 308 (2022)                                   | 26                 | modifier les données · modifier les données |
| Beleymas                      | 24034      | CC Isle et Crempse en Périgord    | 16,07            | 281 (2022)                                   | 17                 | modifier les données · modifier les données |
| Bourrou                       | 24061      | CA Le Grand Périgueux             | 9,13             | 132 (2022)                                   | 14                 | modifier les données · modifier les données |
| Campsegret                    | 24077      | CC Isle et Crempse en Périgord    | 13,83            | 398 (2022)                                   | 29                 | modifier les données · modifier les données |
| Chalagnac                     | 24094      | CA Le Grand Périgueux             | 14,15            | 442 (2022)                                   | 31                 | modifier les données · modifier les données |
| Clermont-de-Beauregard        | 24123      | CC Isle et Crempse en Périgord    | 6,24             | 123 (2022)                                   | 20                 | modifier les données · modifier les données |
| Creyssensac-et-Pissot         | 24146      | CA Le Grand Périgueux             | 8,62             | 266 (2022)                                   | 31                 | modifier les données · modifier les données |
| Douville                      | 24155      | CC Isle et Crempse en Périgord    | 19,91            | 456 (2022)                                   | 23                 | modifier les données · modifier les données |
| Église-Neuve-d'Issac          | 24161      | CC Isle et Crempse en Périgord    | 16,67            | 122 (2022)                                   | 7,3                | modifier les données · modifier les données |
| Église-Neuve-de-Vergt         | 24160      | CA Le Grand Périgueux             | 7,43             | 583 (2022)                                   | 78                 | modifier les données · modifier les données |
| Eyraud-Crempse-Maurens        | 24259      | CC Isle et Crempse en Périgord    | 50,51            | 1 666 (2022)                                 | 33                 | modifier les données · modifier les données |
| Fouleix                       | 24190      | CA Le Grand Périgueux             | 10,94            | 273 (2022)                                   | 25                 | modifier les données · modifier les données |
| Grun-Bordas                   | 24208      | CA Le Grand Périgueux             | 12,28            | 247 (2022)                                   | 20                 | modifier les données · modifier les données |
| Issac                         | 24211      | CC Isle et Crempse en Périgord    | 23,32            | 437 (2022)                                   | 19                 | modifier les données · modifier les données |
| Lacropte                      | 24220      | CA Le Grand Périgueux             | 26,23            | 691 (2022)                                   | 26                 | modifier les données · modifier les données |
| Limeuil                       | 24240      | CC de la Vallée de l'Homme        | 10,57            | 339 (2022)                                   | 32                 | modifier les données · modifier les données |
| Montagnac-la-Crempse          | 24285      | CC Isle et Crempse en Périgord    | 25,49            | 391 (2022)                                   | 15                 | modifier les données · modifier les données |
| Paunat                        | 24318      | CA Le Grand Périgueux             | 18,28            | 318 (2022)                                   | 17                 | modifier les données · modifier les données |
| Saint-Amand-de-Vergt          | 24365      | CA Le Grand Périgueux             | 12,66            | 245 (2022)                                   | 19                 | modifier les données · modifier les données |
| Saint-Georges-de-Montclard    | 24414      | CC Isle et Crempse en Périgord    | 13,68            | 279 (2022)                                   | 20                 | modifier les données · modifier les données |
| Saint-Hilaire-d'Estissac      | 24422      | CC Isle et Crempse en Périgord    | 6,14             | 126 (2022)                                   | 21                 | modifier les données · modifier les données |
| Saint-Jean-d'Estissac         | 24426      | CC Isle et Crempse en Périgord    | 12,86            | 158 (2022)                                   | 12                 | modifier les données · modifier les données |
| Saint-Martin-des-Combes       | 24456      | CC Isle et Crempse en Périgord    | 13,99            | 203 (2022)                                   | 15                 | modifier les données · modifier les données |
| Saint-Mayme-de-Péreyrol       | 24459      | CA Le Grand Périgueux             | 10,75            | 287 (2022)                                   | 27                 | modifier les données · modifier les données |
| Saint-Michel-de-Villadeix     | 24468      | CA Le Grand Périgueux             | 14,17            | 299 (2022)                                   | 21                 | modifier les données · modifier les données |
| Saint-Paul-de-Serre           | 24480      | CA Le Grand Périgueux             | 10,44            | 333 (2022)                                   | 32                 | modifier les données · modifier les données |
| Salon                         | 24518      | CA Le Grand Périgueux             | 16,97            | 275 (2022)                                   | 16                 | modifier les données · modifier les données |
| Sanilhac                      | 24312      | CA Le Grand Périgueux             | 59,90            | Fraction : 274 (2022) Commune : 4 720 (2022) | 79                 | modifier les données · modifier les données |
| Trémolat                      | 24558      | CC des Bastides Dordogne-Périgord | 14,03            | 629 (2022)                                   | 45                 | modifier les données · modifier les données |
| Val de Louyre et Caudeau      | 24362      | CA Le Grand Périgueux             | 82,12            | 1 592 (2022)                                 | 19                 | modifier les données · modifier les données |
| Veyrines-de-Vergt             | 24576      | CA Le Grand Périgueux             | 11,91            | 247 (2022)                                   | 21                 | modifier les données · modifier les données |
| Villamblard                   | 24581      | CC Isle et Crempse en Périgord    | 20,43            | 870 (2022)                                   | 43                 | modifier les données · modifier les données |
| Canton du Périgord central    | 2412       |                                   |                  | 15 040 (2022)                                |                    | modifier les données                        |

## Démographie
En 2022, le canton comptait 15 040 habitants, en évolution de +2,6 % par rapport à 2016 (Dordogne : +0,37 %, France hors Mayotte : +2,11 %).
| 2013   | 2018   | 2022   |
| ------ | ------ | ------ |
| 14 403 | 14 736 | 15 040 |